# Ђенова-Рули (Кјети)
Ђенова-Рули (итал. Genova-Rulli) је насеље у Италији у округу Кјети, региону Абруцо.
Према процени из 2011. у насељу је живело 20 становника. Насеље се налази на надморској висини од 34 м.